# 7-я армия (США)
Седьмая армия США (англ. Seventh Army) — общевойсковое формирование (полевая армия) Вооружённых сил Соединённых Штатов Америки.
7-я армия была первоначально создана во время Второй мировой войны, в 1943 году. 10 июля 1943 года 1-й бронетанковый корпус (англ. I Armored Corps) под командованием генерал-лейтенанта Джорджа С. Паттона, который совершил высадку в Марокко во время операции «Факел» в качестве Западной оперативной группы (англ. Western Task Force), первой группировки сухопутных войск вооружённых сил США, высадившейся в Европе, после победы в Северной Африке на пути к месту своей дислокации в качестве авангарда наступления союзников на Сицилии в операции «Хаски», был переименован в 7-ю армию.
После занятия Палермо и Мессины Седьмая армия приготовилась к вторжению во Францию со стороны средиземноморского побережья в качестве ведущего элемента операции «Драгун» в августе 1944 года в составе 6-й группы армий союзников. Затем она оттеснила отступающую немецкую армию на север, а затем на запад в сторону Эльзаса. В январе 1945 года армия отразила жестокое, но кратковременное контрнаступление противника во время немецкой операции «Нордвинд», а затем завершила завоевание региона к середине марта.
Выступая в главной роли в операции «Андертоун», начатой 15 марта, Седьмая армия пробилась через Рейн в Германию, захватив Нюрнберг, а затем Мюнхен. Некоторые части достигли Австрии и перешли через перевал Бреннер в Италию к 4 мая, а вскоре и встретили там окончание войны 8 мая 1945 года.
Вновь 7-я армия была создана в 1950 году и до апреля 2010 года она составляла основу Сухопутных войск США в Европе.